# 前橋城
前橋城，古稱廄橋城，是日本的古城，關東七名城之一。前橋城位於上野國群馬郡（現址為群馬縣前橋市大手町）。江戶時代是前橋藩的藩廳。

## 遺構

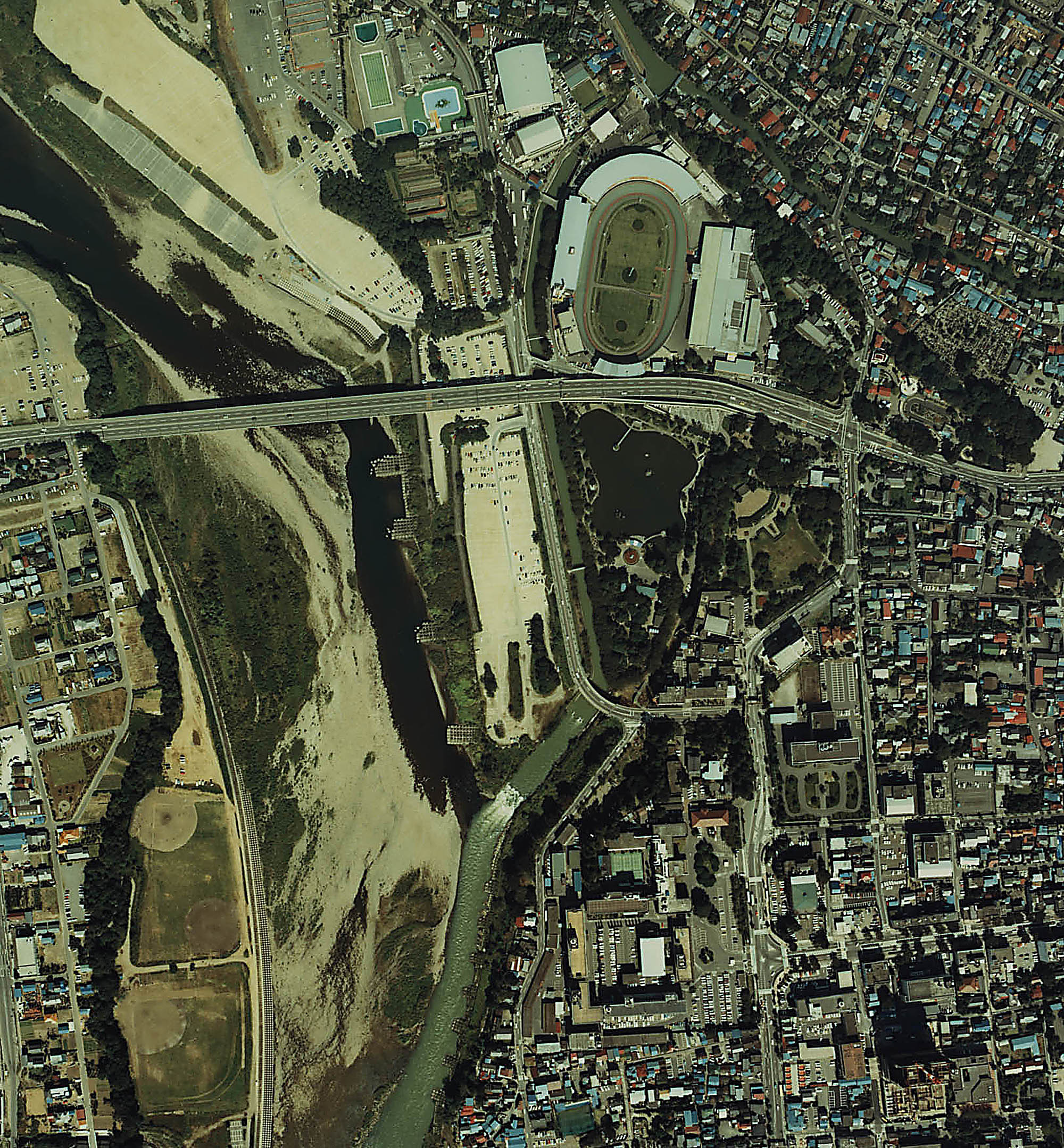
前橋城於1980年度的日本國土航空照片